# 新疆生产建设兵团第二师二十二团
新疆生产建设兵团第二师二十二团是中华人民共和国新疆生产建设兵团第二师下辖的一个团，与新疆维吾尔自治区铁门关市河畔镇实行“团镇合一”的管理体制。

## 行政区划
新疆生产建设兵团第二师二十二团下辖以下单位：
通达社区、幸福社区、亚泰社区、一连、二连、三连、四连、五连、六连、七连、八连、九连、十连、十一连、十二连、十三连、十四连、十五连、十六连、十七连、绿源糖业生活区。